# Аудио-порно
Аудио-порно (от англ. Audio porn) — жанр порнографии в аудиоформате с преобладающей сексуальной атмосферой и эротическими диалогами.
Большую популярность жанр начал набирать с 2019 года, а основным создателем и потребителем данного контента являются женщины.

## История
Впервые аудио-формат контента для взрослых появился на форуме Reddit в двух тредах.
В начале 2019 года, сестра создателя Snapchat, Кэролайн Шпигель запустила тематическую площадку Quinn, где можно бесплатно найти аудио-порно на любой вкус.
Жанр в основном популярен в западной части Интернета, нежели в Рунете.